# Pireneitega tianchiensis
Pireneitega tianchiensis là một loài nhện trong họ Amaurobiidae.
Loài này thuộc chi Pireneitega. Pireneitega tianchiensis được miêu tả năm 1990 bởi Jia-Fu Wang et al..